# Arachnomimus istrapura
Arachnomimus istrapura är en insektsart som beskrevs av Andrej Vasiljevitj Gorochov 2003. Arachnomimus istrapura ingår i släktet Arachnomimus och familjen syrsor. Inga underarter finns listade i Catalogue of Life.